# Real Club Fortuna de Vigo
El Real Fortuna Foot-ball Club, más conocido como Real Club Fortuna, fue un antiguo club de fútbol español de la ciudad de Vigo, Galicia. Fue fundado el 11 de septiembre de 1905, y desapareció el 10 de agosto de 1923 para junto con el Real Vigo Sporting Club formar el Real Club Celta de Vigo. Junto al citado último club y su antecesor Vigo Foot-Ball Club son considerados como los máximos referentes tanto del fútbol vigués como gallego durante los primeros años del siglo XX.
Entre sus máximos logros destacan tres campeonatos de Galicia oficiales, y otros cinco del campeonato no oficial organizado por el Vigo F.C..

## Historia

### Antecedentes y origen
El origen del fútbol en Vigo se remonta a las postrimerías de principios del siglo XX. Por entonces practicaban este deporte los oficiales del Cable Inglés y algunos que otros jóvenes vigueses que cursaban estudios en Inglaterra y Suiza, formándose el primer club foot-ballístico por dicha sociedad bajo el nombre de Exiles Cable Club, y más concretamente con el de Exiles Foot-Ball Club como formación dedicada a dicho sport. Estos tenían por rivales a hombres de la Marina de guerra inglesa, mientras que por campo de juego hacían usufructo de unos terrenos situados en los cuadros del Relleno —actualmente la Alameda—.
La afición a este deporte inglés fue creciendo en seguidores y simpatizantes, creándose posteriormente varios equipos y empezando a disputar encuentros de cierta importancia. Así se inicia una campaña balompédica en el año 1905 con los escasos clubes existentes.

### Formación y evolución
Es en ese año cuando nace la sociedad Fortuna Foot-Ball Club. Fueron sus posteriores rivales que conformaban el Vigo Foot-Ball Club los que pusieron en marcha una primera competición bajo el nombre de Campeonato de Galicia merced a una copa de plata donada por el monarca Alfonso XIII para su disputa. Resuelta en el año 1906, marcó un hito en la historia futbolística en Vigo. Por vez primera compitieron estos dos equipos que, al correr del tiempo, serían los eternos rivales. La victoria final correspondió a los fortunistas tras celebrarse varios partidos que se alargaron en el tiempo por diversas circunstancias, dando lugar a las primeras rencillas entre ambas sociedades.
Fue a principios de otoño de 1907 la puesta en marcha del campo de Bouzas, con el que el Fortuna habría de dar un gran impulso al fútbol vigués, puesto que el campo del Relleno ya se hacía insuficiente para dar cabida a los numerosos simpatizantes y seguidores, que empezaba a tener aquel exótico juego del balón, sin olvidar lo reducido que era, cosa que traía consigo el que solo pudiesen jugar tres delanteros. Para la puesta en marcha del campo del Fortuna se emplazó en una finca, propiedad de la familia Tapias, que estaba en lo que hoy es la fábrica de conservas de Alfageme. 
Allí se hicieron unas obras de adaptación, tomando el Fortuna posesión de su nuevo campo, gracias a la gentileza de D. Rafael Tapias, que pese a estipularse una pequeña renta por el uso del campo, jamás percibió la familia Tapias dinero por tal concepto. La inauguración oficial no fue hasta enero de 1908, en que por vez primera se enfrentarían los equipos de Vigo y de La Coruña. 
En el verano de 1908 se recibió en Vigo un oficio en el que se hacía constar que S.M. el Rey había aceptado el nombramiento de socio de honor que había hecho en su favor el Fortuna F.C. Dicho documento lo firmaba el mayordomo mayor de Palacio. Este mismo año, el Fortuna gana con éxito el Campeonato de Galicia y Asturias. El 25 de agosto recibe también la comunicación de Palacio de que S.M. Alfonso XIII le había concedido el título de Real, dando, a la vez, autorización para usar, unida a las insignias del Club, el escudo de todas las armas reales en todos los documentos y emblemas. Así el Fortuna tomó el nombre de Real Fortuna F.C.
El 16 de abril de 1912, el Real Fortuna celebró asamblea general para nombrar nueva Junta directiva. La votación dio el siguiente resultado: presidente, Raúl López; vicepresidente, Cástor Otero; contador, Luis García; tesorero, Benito Seoane; secretario, José Nieto; vicesecretario, Roberto Pérez; bibliotecario, José Bar; vocales, Sabas Izquierdo, Domingo Torres, Telmo Pérez y Jacobo Ulloa.
Posteriormente, el 10 de agosto de 1923 desaparecería tras fusionarse con el Vigo Sporting, dando lugar al actual Real Club Celta de Vigo.